# Bruno Gebhard
Bruno Friedrich Willy Gebhard, anglisiert Bruno Frederic W. Gebhard (* 1. Februar 1901 in Rostock; † 12. Januar 1985 in Carmel-by-the-Sea, Kalifornien) war ein deutsch-amerikanischer Mediziner und Gründer des ersten amerikanischen Gesundheitsmuseums in Cleveland.

## Elternhaus
Bruno Gebhard war der einzige Sohn des Hauswarts an der Medizinisch-Chirurgischen Universitätsklinik Fritz Gebhard (gest. 1948), der nebenbei auch eine Frühstücksstube mit Bierausschank führte. Seine Mutter Meta, geb. Ross, starb bereits am 13. August 1901, als Bruno gerade sieben Monate alt war. Bis er 10 Jahre alt war, wurde er von der Großmutter mütterlicherseits betreut. Als der Junge sieben Jahre alt war, heiratete der Vater wieder. Gebhards Vorfahren waren seit 1720 Tagelöhner oder Schäfer in Diensten der Familie von Blücher.
Verwandte Gebhards besaßen im Ostseebad Alt-Gaarz (seit 1938 Rerik) die Pension Strandperle in der die Familie von Schirach zwischen 1910 und 1918 alle Sommerferien verbrachte. In dieser Zeit knüpfte Gebhard eine enge Freundschaft zu Karl von Schirach, dem älteren Bruder von Baldur von Schirach (1907–1974), der sich nach dem Abitur das Leben nahm. Zu Baldur von Schirach hatte Gebhard eine weit weniger innige Beziehung.

## Studienzeit
Von frühester Kindheit an mit dem medizinischen Betrieb der Universitätsklinik vertraut, begann Gebhard nach dem Abschluss des Realgymnasiums im Wintersemester 1919/20 das Medizinstudium an der Universität Rostock. Er nahm an Sektionen unter Hermann Voss teil, der damals zweiter Prosektor in Rostock war und hörte Vorlesungen bei den Professoren Dietrich Barfurth, Paul Walden, Paul Althaus, Moritz Schlick, Willy Andreas, Heinrich Pohl und auch Ernst Schwalbe.
Gebhard gehörte dem Deutschen Christlichen Studentenverein und der zivilen Technischen Nothilfe an. Als deren Mitglied war er während des Generalstreiks im Zuge des Kapp-Lüttwitz-Putsches im März 1920 zusammen mit dem Rostocker Studentenbataillon unter Führung des Pathologieprofessors Ernst Schwalbe (1871–1920) mit der Aufrechterhaltung der Lebensmitteltransporte in die Stadt Rostock betraut. Bei den Schießereien zwischen dem Studentenbataillon und den bewaffneten Gewerkschaftsmitgliedern kam Schwalbe ums Leben.
Das Sommersemester 1921 verbrachte Gebhard an der Ludwig-Maximilians-Universität München, wo er u. a. bei Siegfried Mollier, Otto Frank, Emil Kraepelin und Artur Kutscher Vorlesungen und Seminare belegte.
Nach Rostock zurückgekehrt bestand Gebhard 1922 das Physikum, u. a. bei Curt Elze und Hans Winterstein und dem damaligen Privatdozenten Richard Nikolaus Wegner. In dieser Zeit begann Gebhard, sich intensiver mit der Sozialhygiene zu beschäftigen und nahm im Sommer 1922 an mehreren sozialhygienischen Studienreisen Hans Reiters teil. Im selben Sommer lernte Gebhard seine spätere Frau Gertrud Adolph (1898–1975) in einem von der evangelischen Landeskirche organisierten Kinderferienlager in der Hohen Düne kennen.
Das folgende Wintersemester 1922/23 und das anschließende Sommersemester 1923 verbrachte Gebhard an der Humboldt-Universität zu Berlin, nicht nur, um bei einigen der besten klinischen Professoren der damaligen Zeit zu hören, sondern auch, weil seine spätere Frau Lehrerin an einer Privatschule in Bad Saarow war. In Berlin belegte Gebhard u. a. Veranstaltungen bei Adalbert Czerny, August Bier, Alfred Goldscheider, Louis Lewin und Alfred Grotjahn. Nebenbei engagierte sich Gebhard in der Sozialen Arbeitsgemeinschaft Berlin-Ost (S.A.G.), deren Aufgabe auch darin bestand, persönliche Beziehungen zwischen Arbeitern und Akademikern herzustellen und zu fördern.
Zum Wintersemester 1923/24 kehrte Gebhard erneut an die Universität Rostock zurück, um hier unter Otto Körner das Staatsexamen zu bestehen und anschließend mit der Arbeit Über den Gesundheitszustand Rostocker Schulanfänger in den Jahren 1920-23 bei Walter von Brunn zum Dr. med. promoviert zu werden.

## Berufliche Laufbahn
Im Anschluss an seine Promotion war Gebhard Medizininalpraktikant, zunächst für ein halbes Jahr in Rostock bei Erich Grafe (1881–1958) in der Medizinischen Poliklinik. Während dieser Zeit interessierte sich Gebhard stark für die Tuberkulose-Fürsorge. Gebhards Ziel war es nun Facharzt für Kinderheilkunde und Fürsorge- bzw. Sozialarzt zu werden. Im Sommer 1925 wechselte er daher zur Absolvierung der zweiten Hälfte seines Medizinalpraktikums nach Leipzig. Am dortigen Pathologischen Institut unterstand er Werner Hueck (1882–1962), den Gebhard noch aus seiner Rostocker Zeit als Nachfolger Ernst Schwalbes kannte.
Nachdem der Versuch, die Fachausbildung als Assistent bei Arthur Schloßmann (1867–1932) in Düsseldorf zu absolvieren, scheiterte, kam Gebhard auf Empfehlung Schloßmanns an das Säuglingsheim in Dortmund zu Stefan Engel. Während dieser Zeit besuchte Gebhard mehrfach die GeSoLei-Ausstellung Schloßmanns in Düsseldorf. Gebhards weitere berufliche Laufbahn wurde durch diese Ausstellung unbewusst in eine andere Richtung gelenkt, als er noch nichtsahnend Modelle aus dem Hygiene-Museum Dresden betrachtete. Wenige Monate später bewarb sich Gebhard um die freie Stelle eines wissenschaftlichen Assistenten am Hygiene-Museum und trat, unter der Leitung Georg Seirings, seinen Dienst am 15. Februar 1927 in Dresden an. Fortan widmete sich Gebhard in seinem beruflichen Leben voll und ganz der medizinischen Ausstellungsarbeit. In Dresden betreute er u. a. die Ausstellungen Mutter und Kind und Kinderkrankheiten.
1929 trat Gebhard in Dresden-Strehlen der Ortsgruppe der Sozialdemokratischen Partei bei. Er war auch eng mit der gewerkschaftlichen Arbeit verbunden und legte 1930 auf Anraten seiner Gewerkschaftsfreunde die staatliche Prüfung als medizinischer Gewerbereferendar mit der Aussicht auf eine Gewerbearztstelle ab. Mitglied der NSDAP war Gebhard nicht.
Im Sommer 1930 veranstaltete die Hygiene-Sektion des Völkerbundes im Dresdner Hygiene-Museum eine Sitzung der Direktoren von 16 Hygiene-Schulen aus aller Welt, an der auch eine fast 100-köpfige Delegation der American Public Health Association teilnahm. Hier hatte Gebhard erstmals die Möglichkeit Kontakte mit amerikanischen Medizinern und Sozialhygienikern zu knüpfen, die ihm im späteren Verlauf seiner Karriere von Nutzen sein sollten.
Im Frühjahr 1932 trat Gebhard die neugeschaffene Stelle des Wissenschaftlichen Direktors am Ausstellungs- und Messeamt der Stadt Berlin an. Zu diesem Zweck wurde er von seiner Stellung als wissenschaftlicher Assistent am Dresdner Hygiene-Museum auf unbestimmte Zeit beurlaubt. Gebhard war nun Privatangestellter des Berliner Ausstellungs- und Messeamtes. Seine Arbeitsverträge wurden nun meist jahresweise verlängert. Nach Berlin zurückgekehrt ließen Gebhard und seine Frau ihre Kontakte aus der Studienzeit wieder aufleben. Ihre Wohnung wurde im Laufe der Jahre zum Mittelpunkt Gleichgesinnter und auch zum Anlaufpunkt für vom Regime verfolgte. Zusammen mit Paul Tillich (1886–1965), Carlo Mierendorff (1897–1943) oder auch Henry E. Sigerist (1891–1957) gehörte Gebhard zu jener Zeit zu den Herausgebern der Blätter für den religiösen Sozialismus (später Blätter für den Neuen Sozialismus).
Die erste Ausstellung, die Gebhard in Berlin unter der Leitung von Albert Wischek organisierte, war Die Frau in Familie, Haus und Beruf. Die Eröffnungsrede am 18. März 1933 hielt der Reichspropagandaminister Joseph Goebbels (1897–1945), den Gebhard persönlich durch die Ausstellung führte. Auch Reichsjugendführer Baldur von Schirach besuchte die Ausstellung, die sowohl im Völkischen Beobachter als auch in Der Angriff gelobt wurde.
Gebhards zweite Berliner Ausstellung war Deutsches Volk – Deutsche Arbeit, für welche er die Abteilung Das Reich der Deutschen bearbeitete, in der er einen Abriss der deutschen Geschichte vom Heiligen Römischen Reich Deutscher Nation über das Kaiserreich von 1871 bis zur Gegenwart von 1934 gab. Schirmherren der Ausstellung waren Reichspräsident Paul von Hindenburg (1847–1934) und Reichspropagandaminister Goebbels, der den Eröffnungstermin der Ausstellung, quasi als „Geburtstagsgeschenk“, auf eine Woche vor Adolf Hitlers (1889–1945) Geburtstag terminierte.
Als Sozialdemokrat dem Nationalsozialismus zunächst abwartend bis neutral gegenüberstehend verkehrte sich Gebhards Einstellung zu den neuen Machthabern spätestens mit den Ereignissen des Röhm-Putsches in strikte Ablehnung. Im Angesicht des zunehmenden politischen Terrors, der Judenverfolgung und der Pervertierung von Recht und Gerechtigkeit keimten in ihm und seiner Frau im Sommer 1934 erstmals Gedanken, Deutschland zu verlassen. Mögliche Ziele waren die Schweiz, England oder Amerika.
Während seiner Berliner Zeit hatte Gebhard zweimal die zweifelhafte Ehre, mit Adolf Hitler persönlich zu sprechen, zum ersten Mal anlässlich einer Führung durch die Ausstellung Deutsches Volk – Deutsche Arbeit in der Nacht vom 5. auf den 6. Juni 1934 und zum zweiten Mal in der Ausstellung Deutschland im Jahre 1936. In seiner Autobiographie Im Strom und Gegenstrom charakterisiert Gebhard Hitler wie folgt: Er war ein in höchstem Maße frustrierter Mann, der seine Minderwertigkeitsgefühle mit einem Machthunger ausglich, der sich mit der Zeit immer mehr steigerte zu einem Haß auf alles Un-deutsche, besonders auf alles Jüdische. Daß sich in Adolf Hitler während des Krieges eine Charakterwandlung vollzog, ist nicht anzuzweifeln.
1934 war Gebhard erstmals auf Einladung der Carl Schurz Memorial Foundation und mit finanziellen Mitteln des Reichsinnenministeriums in den Vereinigten Staaten. In den darauf folgenden Jahren präsentierte er dort einige seiner Ausstellungen, z. B. 1934 Eugenik im Neuen Deutschland, 1935 Das Wunder des Lebens und 1936 anlässlich der Olympischen Spiele die Ausstellung Deutschland.
Ende März 1935, direkt nach den Feierlichkeiten zur Eröffnung der Ausstellung Wunder des Lebens, wurde Gebhard aus seinem Vertragsverhältnis mit dem Deutschen Hygiene-Museum zum 30. Juni 1935 entlassen. Für Gebhard und seine Frau war damit die Entscheidung, Deutschland so bald wie möglich zu verlassen, eine unverrückbare Tatsache geworden. Zunächst wurde aber sein Engagement beim Messeamt in Berlin für die Jahre 1936 und auch 1937 verlängert.
1937 wurde Gebhard vom Oberlaender Trust der Carl Schurz Memorial Foundation, dessen Aufgabe es war, den deutsch-amerikanischen Austausch von Wissenschaftlern, Wirtschaftsfachleuten und Studenten zu fördern, zur Mitarbeit an Ausstellungen in der American Public Health Association eingeladen. Zu diesem Zweck ging Gebhard 1937 in die USA und bekleidete von 1937 bis 1940 die Stelle eines technischen Beraters für die Hall of Medicine and Public Health auf der New Yorker Weltausstellung 1939/40.
1940 gründete Gebhard das Cleveland Health Museum als erstes Gesundheitsmuseum der Vereinigten Staaten, dessen Direktor er bis 1965 war und das mittlerweile im Cleveland Museum of Natural History aufgegangen ist. Gebhard erhielt 1944 die amerikanische Staatsangehörigkeit.

## Familie
Am 8. April 1927 heiratete Bruno Gebhard die Lehrerin Gertrud Adolph (1898–1975). Aus der Ehe gingen drei Töchter (Susanne Elisabeth (geb. 1931), Christiane Dorothea, Ruth Ursula (geb. 1934)) und ein Sohn hervor (Jochen, 1929–1932). Die Kinder folgten den Eltern 1938 in die Vereinigten Staaten. Die Familie Gebhard lebte lange Jahre in Shaker Heights/Ohio.

## Auszeichnungen
- Ehrenzeichen zweiter Klasse des Österreichischen Roten Kreuzes (für die Ausstellung „Mutter und Kind“ 1928 in Wien)

## Veröffentlichungen
Bruno Gebhard veröffentlichte insgesamt über 200 Artikel in verschiedenen Fachzeitschriften, die an dieser Stelle nicht aufgezählt werden können, sondern nur eine kleine Auswahl.
- Kampf dem Krebs. Deutscher Verlag für Volkswohlfahrt, Dresden 1931
- Das Leben der Frau in gesunden und kranken Tagen. Stuttgart 1937
- From medicine show to health museum. In: Ciba Symposia Vol. 8, Nr. 10, S. 566–600, Summit, NJ, USA 1947
- Im Strom und Gegenstrom: 1919-1937, Wiesbaden 1976